# 首席華人非官守議員
首席華人非官守議員（しゅせきかじんひかんしゅぎいん、英語: Senior Chinese Unofficial Member）とは、イギリス植民地時代の香港において、行政局（現在の行政会議）および立法局（現在の立法会）の両評議会において、最も経歴が長く、地位の高い華人の非官守議員（それぞれ「行政局首席華人非官守議員」「立法局首席華人非官守議員」）を指す。首席華人非官守議員に任命されたのは、いずれも当時の香港における中国系住民の領袖であり、中国系コミュニティーの声を代表すると考えられた者たちであった。華人議員は「華人代表」と呼ばれていたため、首席華人非官守議員も「首席華人代表」と呼ばれた。

## 沿革
歴史上、初めて立法局の非官守議員となった華人は、1880年に華人として初めて議員に任命された伍才（伍廷芳）である。行政局では、1926年に周寿臣が華人として初めて非官守議員に任命された。
統計によれば、植民地香港の歴史上、立法局では22人、行政局では11人が首席華人非官守議員を務めた。中でも、周壽臣爵士、羅旭龢爵士、周埈年爵士、周錫年爵士、馮秉芬爵士、関祖尭爵士、簡悦強爵士、鍾士元爵士、鄧蓮如女男爵の計9名が立法局、行政局の両評議会で首席華人非官守議員を務めた。
このほか、立法局で最も長く首席華人非官守議員の地位にあったのは何啓爵士であり、24年の長きに亘った。逆に最も任期の短かったものは曹善允博士、郭賛、関祖尭爵士で、三人はそれぞれ約一年ほどである。歴代で、周埈年爵士だけが唯一立法局首席華人非官守議員を2度務めた。鄧蓮如女男爵は立法局主席華人非官守議員を務めた唯一の女性である。 
行政局については、首席華人非官守議員で最も在任期間が長いのは周寿臣で通算10年、最も短いのは馮秉芬でわずか約1年である。 鄧蓮如は、女性として初めて行政局首席華人非官守議員となった。 両評議会に関する限り、劉鑄伯と関祖尭の両名が任期中に逝去した最初の首席華人非官守議員であり、周埈年と周錫年を輩出した周家が、首席華人非官守議員を2名以上輩出した唯一の家族となった。
戦後は、行政局、立法局の議員総数に占める華人の割合が増えるにつれて、首席華人非官守議員は多くの場合に首席非官守議員となった。例えば、1974年から1997年までは、行政局の首席非官守議員のポストは華人が占めており、立法局においても戦後の首席非官守議員はほとんど華人が占めていた。そのため1970年代以降、首席華人非官守議員という称号は徐々に廃止され、単に首席非官守議員と呼ばれるようになった。

## 立法局首席華人非官守議員
| 代                       | 肖像 | 議員       | 任期開始 | 任期終了 | 註釈                                           |
| ------------------------ | ---- | ---------- | -------- | -------- | ---------------------------------------------- |
| 1                        |      | 伍才       | 1880年   | 1882年   | 李鴻章の幕友となって以降は伍廷芳の名で知られる |
|                          |      | 欠員       |          |          |                                                |
| 2                        |      | 黄勝       | 1884年   | 1889年   |                                                |
| 3                        |      | 何啓医師   | 1890年   | 1914年   | 後に爵士                                       |
| 4                        |      | 韋玉       | 1914年   | 1917年   | またの名を韋宝珊。 後に爵士                    |
| 5                        |      | 劉鑄伯     | 1917年   | 1922年   | 任期中に死去                                   |
| 6                        |      | 周壽臣     | 1922年   | 1931年   | 後に爵士                                       |
| 7                        |      | 羅旭龢     | 1931年   | 1936年   | 後に爵士                                       |
| 8                        |      | 曹善允博士 | 1936年   | 1937年   |                                                |
| 9                        |      | 周埈年     | 1937年   | 1939年   | 後に爵士                                       |
| 10                       |      | 羅文錦     | 1939年   | 1941年   | 後に爵士                                       |
| 日本軍政期               |      |            |          |          |                                                |
| 11                       |      | 周埈年     | 1946年   | 1953年   | 1950年から立法局首席非官守議員 後に爵士        |
| 12                       |      | 周錫年     | 1953年   | 1959年   | 立法局首席非官守議員を兼任 後に爵士            |
| 13                       |      | 顏成坤     | 1959年   | 1961年   | 立法局首席非官守議員を兼任                     |
| 14                       |      | 郭贊       | 1961年   | 1962年   | 立法局首席非官守議員を兼任                     |
| 15                       |      | 馮秉芬     | 1962年   | 1965年   | 後に爵士                                       |
| 16                       |      | 関祖尭     | 1965年   | 1966年   | 後に爵士                                       |
| 17                       |      | 簡悅強     | 1966年   | 1972年   | 1968年から立法局首席非官守議員 後に爵士        |
| 18                       |      | 胡百全     | 1972年   | 1974年   | 立法局首席非官守議員を兼任                     |
| 19                       |      | 鍾士元     | 1974年   | 1978年   | 立法局首席非官守議員を兼任 後に爵士            |
| 20                       |      | 張奧偉     | 1978年   | 1981年   | 立法局首席非官守議員を兼任 後に爵士            |
| 21                       |      | 方心讓医師 | 1981年   | 1985年   | 後に爵士                                       |
| 22                       |      | 鄧蓮如     | 1985年   | 1988年   | 立法局首席非官守議員を兼任 後に女男爵          |
| 23                       |      | 李鵬飛     | 1988年   | 1992年   | 立法局首席非官守議員を兼任                     |
| 1992年、首席議員制度廃止 |      |            |          |          |                                                |

## 行政局首席華人非官守議員
| 代                                   | 肖像 | 議員       | 任期開始 | 任期終了 | 註釈                                    |
| ------------------------------------ | ---- | ---------- | -------- | -------- | --------------------------------------- |
| 1                                    |      | 周壽臣爵士 | 1926年   | 1936年   |                                         |
| 2                                    |      | 羅旭龢     | 1936年   | 1941年   | 後に爵士                                |
| 日本軍政期                           |      |            |          |          |                                         |
| 3                                    |      | 周埈年     | 1946年   | 1959年   | 1953年より行政局首席非官守議員 後に爵士 |
| 4                                    |      | 周錫年     | 1959年   | 1962年   | 行政局首席非官守議員を兼任 後に爵士     |
| 5                                    |      | 利銘澤     | 1962年   | 1966年   |                                         |
| 6                                    |      | 關祖堯     | 1966年   | 1971年   | 後に爵士 任期中に死去                   |
| 7                                    |      | 馮秉芬爵士 | 1971年   | 1972年   |                                         |
| 8                                    |      | 簡悅強爵士 | 1972年   | 1980年   | 1974年より行政局首席非官守議員          |
| 9                                    |      | 鍾士元爵士 | 1980年   | 1988年   | 行政局首席非官守議員を兼任              |
| 10                                   |      | 鄧蓮如     | 1988年   | 1995年   | 行政局首席非官守議員を兼任 後に女男爵   |
| 11                                   |      | 王䓪鳴博士 | 1995年   | 1997年   | 行政局首席非官守議員を兼任 後に女爵士   |
| 1997年、中華人民共和国へ香港主権移譲 |      |            |          |          |                                         |